# Collegio di Wrexham
Wrexham è un collegio elettorale gallese rappresentato alla Camera dei comuni del Parlamento del Regno Unito. Elegge un membro del parlamento con il sistema maggioritario a turno unico; l'attuale parlamentare è Andrew Ranger del Partito Laburista, che rappresenta il collegio dal 2024.

## Estensione

Il collegio di Wrexham dal 2010 al 2024

Fino al 1885 Wrexham faceva parte del collegio di Denbighshire, che elesse un deputato finché il Reform Act 1832 aumentò a due i suoi deputati. Nel 1885 il collegio di Denbighshire fu diviso: l'area dell'attuale Wrexham divenne parte del collegio di East Denbighshire.
Nel 1918 fu creato il collegio di Wrexham, che eleggeva un deputato. Per le elezioni generali del 1983 furono applicate notevoli modifiche ai confini, che rimossero grandi aree dal collegio di Wrexham per formare il nuovo collegio di Clwyd South West (che poi divenne Clwyd South).
- 1918-1949: il Municipal Borough di Wrexham, il distretto rurale di Wrexham e parte di Chirk.
- 1950-1983: il Municipal Borough di Wrexham e parte dei distretti rurali di Ceiriog e Wrexham.[1]
- 1983-2024: i ward elettorali del distretto di contea di Wrexham di Acton, Borras Park, Brynyffynnon, Cartrefle, Erddig, Garden Village, Gresford East and West, Grosvenor, Gwersyllt East and South, Gwersyllt North, Gwersyllt West, Hermitage, Holt, Little Acton, Llay, Maesydre, Marford and Hoseley, Offa, Queensway, Rhosnesni, Rossett, Smithfield, Stansty, Whitegate e Wynnstay.
- dal 2024: i ward del distretto di contea di Wrexham di Acton, Bangor Is-y-Coed, Borras Park, Bronington and Hanmer, Brymbo, Bryn Cefn, Brynyffynnon, Cartrefle, Coedpoeth, Erddig, Garden Village, Gresford East and West, Grosvenor, Gwenfro, Gwersyllt East, Gwersyllt North, Gwersyllt West, Gwersyllt East South, Hermitage, Holt, Little Acton, Llay, Marchwiel, Marford and Hoseley, Minera, New Nrighton, Offa, Overton and Maelor South, Queensway, Rhosnesni, Rossett, Smithfield, Stansty, Whitegate e Wynnstay.

## Membri del parlamento
| Elezione | Elezione          | Deputato                 | Partito             |
| -------- | ----------------- | ------------------------ | ------------------- |
|          | 1918              | Robert Thomas            | Coalizione Liberale |
|          | 1922              | Robert Richards          | Laburista           |
|          | 1924              | Christmas Price Williams | Liberale            |
|          | 1929              | Robert Richards          | Laburista           |
|          | 1931              | Aled Owen Roberts        | Liberale            |
|          | 1935              | Robert Richards          | Laburista           |
| 1955     | James Idwal Jones |                          | Laburista           |
| 1970     | Tom Ellis         |                          | Laburista           |
|          | Tom Ellis         | 1981                     | Social Democratico  |
|          | 1983              | John Marek               | Laburista           |
| 2001     | Ian Lucas         |                          | Laburista           |
|          | 2019              | Sarah Atherton           | Conservatore        |
|          | 2024              | Andrew Ranger            | Laburista           |

## Elezioni

### Elezioni negli anni 2020
| Partito                    | Partito                                           | Candidato                  | Risultati 4 luglio 2024 | Risultati 4 luglio 2024 |
| Partito                    | Partito                                           | Candidato                  | Voti                    | %                       |
| -------------------------- | ------------------------------------------------- | -------------------------- | ----------------------- | ----------------------- |
|                            | Laburista                                         | Andrew Ranger              | 15 836                  | 39,22                   |
|                            | Conservatore                                      | Sarah Atherton             | 9 888                   | 24,49                   |
|                            | Reform UK                                         | Charles Dodman             | 6 915                   | 17,13                   |
|                            | Plaid Cymru                                       | Becca Martin               | 4 138                   | 10,25                   |
|                            | Lib Dem                                           | Timothy John Sly           | 1 777                   | 4,40                    |
|                            | Verdi                                             | Tim Morgan                 | 1 339                   | 3,32                    |
|                            | Abolish                                           | Paul Ashton                | 480                     | 1,19                    |
|                            |                                                   |                            |                         |                         |
| Iscritti                   | Iscritti                                          | Iscritti                   | 70 269                  | 100,00                  |
| ↳ Votanti (% su iscritti)  | ↳ Votanti (% su iscritti)                         | ↳ Votanti (% su iscritti)  | 40 373                  | 57,45                   |
| ↳ Astenuti (% su iscritti) | ↳ Astenuti (% su iscritti)                        | ↳ Astenuti (% su iscritti) | 29 896                  | 42,55                   |
|                            |                                                   |                            |                         |                         |
|                            | Esito: collegio passa da Conservatore a Laburista |                            |                         |                         |

### Elezioni negli anni 2010
| Partito                    | Partito                                                 | Candidato                  | Risultati 12 dicembre 2019 | Risultati 12 dicembre 2019 |
| Partito                    | Partito                                                 | Candidato                  | Voti                       | %                          |
| -------------------------- | ------------------------------------------------------- | -------------------------- | -------------------------- | -------------------------- |
|                            | Conservatore                                            | Sarah Atherton             | 15 199                     | 45,33                      |
|                            | Laburista Co-Op                                         | Mary Wimbury               | 13 068                     | 38,97                      |
|                            | Plaid Cymru                                             | Carrie Harper              | 2 151                      | 6,41                       |
|                            | Lib Dem                                                 | Tim Sly                    | 1 447                      | 4,32                       |
|                            | Brexit                                                  | Ian Berkeley-Hurst         | 1 222                      | 3,64                       |
|                            | Verdi                                                   | Duncan Rees                | 445                        | 1,33                       |
|                            |                                                         |                            |                            |                            |
| Iscritti                   | Iscritti                                                | Iscritti                   | 49 734                     | 100,00                     |
| ↳ Votanti (% su iscritti)  | ↳ Votanti (% su iscritti)                               | ↳ Votanti (% su iscritti)  | 33 532                     | 67,42                      |
| ↳ Astenuti (% su iscritti) | ↳ Astenuti (% su iscritti)                              | ↳ Astenuti (% su iscritti) | 16 202                     | 32,58                      |
|                            |                                                         |                            |                            |                            |
|                            | Esito: collegio passa da Laburista Co-Op a Conservatore |                            |                            |                            |

| Partito                    | Partito                                | Candidato                  | Risultati 8 giugno 2017 | Risultati 8 giugno 2017 |
| Partito                    | Partito                                | Candidato                  | Voti                    | %                       |
| -------------------------- | -------------------------------------- | -------------------------- | ----------------------- | ----------------------- |
|                            | Laburista                              | Ian Lucas                  | 17 153                  | 48,88                   |
|                            | Conservatore                           | Andrew Atkinson            | 15 321                  | 43,66                   |
|                            | Plaid Cymru                            | Carrie Harper              | 1 753                   | 5,00                    |
|                            | Lib Dem                                | Carole O'Toole             | 865                     | 2,46                    |
|                            |                                        |                            |                         |                         |
| Iscritti                   | Iscritti                               | Iscritti                   | 50 419                  | 100,00                  |
| ↳ Votanti (% su iscritti)  | ↳ Votanti (% su iscritti)              | ↳ Votanti (% su iscritti)  | 35 092                  | 69,60                   |
| ↳ Astenuti (% su iscritti) | ↳ Astenuti (% su iscritti)             | ↳ Astenuti (% su iscritti) | 15 327                  | 30,40                   |
|                            |                                        |                            |                         |                         |
|                            | Esito: collegio confermato a Laburista |                            |                         |                         |

| Partito                    | Partito                                | Candidato                  | Risultati 7 maggio 2015 | Risultati 7 maggio 2015 |
| Partito                    | Partito                                | Candidato                  | Voti                    | %                       |
| -------------------------- | -------------------------------------- | -------------------------- | ----------------------- | ----------------------- |
|                            | Laburista                              | Ian Lucas                  | 12 181                  | 37,23                   |
|                            | Conservatore                           | Andrew Atkinson            | 10 350                  | 31,63                   |
|                            | UKIP                                   | Niall Plevin-Kelly         | 5 072                   | 15,50                   |
|                            | Plaid Cymru                            | Carrie Harper              | 2 501                   | 7,64                    |
|                            | Lib Dem                                | Rob Walsh                  | 1 735                   | 5,30                    |
|                            | Verdi                                  | David Munnerley            | 669                     | 2,04                    |
|                            | Indipendente                           | Brian Edwards              | 211                     | 0,64                    |
|                            |                                        |                            |                         |                         |
| Iscritti                   | Iscritti                               | Iscritti                   | 50 964                  | 100,00                  |
| ↳ Votanti (% su iscritti)  | ↳ Votanti (% su iscritti)              | ↳ Votanti (% su iscritti)  | 32 719                  | 64,20                   |
| ↳ Astenuti (% su iscritti) | ↳ Astenuti (% su iscritti)             | ↳ Astenuti (% su iscritti) | 18 245                  | 35,80                   |
|                            |                                        |                            |                         |                         |
|                            | Esito: collegio confermato a Laburista |                            |                         |                         |

| Partito                    | Partito                                | Candidato                  | Risultati 6 maggio 2010 | Risultati 6 maggio 2010 |
| Partito                    | Partito                                | Candidato                  | Voti                    | %                       |
| -------------------------- | -------------------------------------- | -------------------------- | ----------------------- | ----------------------- |
|                            | Laburista                              | Ian Lucas                  | 12 161                  | 36,88                   |
|                            | Lib Dem                                | Tom Rippeth                | 8 503                   | 25,79                   |
|                            | Conservatore                           | Gareth Hughes              | 8 375                   | 25,40                   |
|                            | Plaid Cymru                            | Arfon Jones                | 2 029                   | 6,15                    |
|                            | BNP                                    | Mel Roberts                | 1 134                   | 3,44                    |
|                            | UKIP                                   | John Humberstone           | 774                     | 2,35                    |
|                            |                                        |                            |                         |                         |
| Iscritti                   | Iscritti                               | Iscritti                   | 50 888                  | 100,00                  |
| ↳ Votanti (% su iscritti)  | ↳ Votanti (% su iscritti)              | ↳ Votanti (% su iscritti)  | 32 976                  | 64,80                   |
| ↳ Astenuti (% su iscritti) | ↳ Astenuti (% su iscritti)             | ↳ Astenuti (% su iscritti) | 17 912                  | 35,20                   |
|                            |                                        |                            |                         |                         |
|                            | Esito: collegio confermato a Laburista |                            |                         |                         |

### Elezioni negli anni 2000
| Partito                    | Partito                                | Candidato                  | Risultati 5 maggio 2005 | Risultati 5 maggio 2005 |
| Partito                    | Partito                                | Candidato                  | Voti                    | %                       |
| -------------------------- | -------------------------------------- | -------------------------- | ----------------------- | ----------------------- |
|                            | Laburista                              | Ian Lucas                  | 13 993                  | 46,05                   |
|                            | Lib Dem                                | Tom Rippeth                | 7 174                   | 23,61                   |
|                            | Conservatore                           | Therese Coffey             | 6 079                   | 20,01                   |
|                            | Plaid Cymru                            | Sion Owen                  | 1 744                   | 5,74                    |
|                            | UKIP                                   | John Walker                | 919                     | 3,02                    |
|                            | Forward Wales                          | Janet Williams             | 476                     | 1,57                    |
|                            |                                        |                            |                         |                         |
| Iscritti                   | Iscritti                               | Iscritti                   | 48 001                  | 100,00                  |
| ↳ Votanti (% su iscritti)  | ↳ Votanti (% su iscritti)              | ↳ Votanti (% su iscritti)  | 30 385                  | 63,30                   |
| ↳ Astenuti (% su iscritti) | ↳ Astenuti (% su iscritti)             | ↳ Astenuti (% su iscritti) | 17 616                  | 36,70                   |
|                            |                                        |                            |                         |                         |
|                            | Esito: collegio confermato a Laburista |                            |                         |                         |

| Partito                    | Partito                                | Candidato                  | Risultati 7 giugno 2001 | Risultati 7 giugno 2001 |
| Partito                    | Partito                                | Candidato                  | Voti                    | %                       |
| -------------------------- | -------------------------------------- | -------------------------- | ----------------------- | ----------------------- |
|                            | Laburista                              | Ian Lucas                  | 15 934                  | 53,03                   |
|                            | Conservatore                           | Felicity Elphick           | 6 746                   | 22,45                   |
|                            | Lib Dem                                | Ronald Davies              | 5 153                   | 17,15                   |
|                            | Plaid Cymru                            | Malcolm Evans              | 1 783                   | 5,93                    |
|                            | UKIP                                   | Jane Brookes               | 432                     | 1,44                    |
|                            |                                        |                            |                         |                         |
| Iscritti                   | Iscritti                               | Iscritti                   | 50 500                  | 100,00                  |
| ↳ Votanti (% su iscritti)  | ↳ Votanti (% su iscritti)              | ↳ Votanti (% su iscritti)  | 30 048                  | 59,50                   |
| ↳ Astenuti (% su iscritti) | ↳ Astenuti (% su iscritti)             | ↳ Astenuti (% su iscritti) | 20 452                  | 40,50                   |
|                            |                                        |                            |                         |                         |
|                            | Esito: collegio confermato a Laburista |                            |                         |                         |

## Risultati dei referendum

### Referendum sulla permanenza del Regno Unito nell'Unione europea del 2016
|             | Collegio | Lasciare UE % | Rimanere in UE % |
| ----------- | -------- | ------------- | ---------------- |
|             | Wrexham  | 57,3%         | 42,7%            |
| Galles      | 52,5%    | 47,5%         |                  |
| Regno Unito | 51,9%    | 48,1%         |                  |